# سوسیالیسم انقلابی
سوسیالیسم انقلابی (به انگلیسی: Revolutionary socialism) به گرایش‌هایی سوسیالیستی گفته می‌شود که اعتقاد دارند انقلاب اجتماعی به منظور ایجاد تغییرات ساختاری در جامعه لازم و ضروری است. به طور خاص دیدگاهی است که انقلاب را پیش شرط لازم برای‌ گذار از سرمایه‌داری به سوسیالیسم می‌داند. انقلاب لزوماً به عنوان یک شورش خشونت‌آمیز تعریف نمی‌شود، بلکه انقلاب در اینجا به عنوان تصرف قدرت سیاسی توسّط جنبش‌های توده‌ای طبقه کارگر است که منجر به تسلط مستقیم این طبقه بر دولت می‌شود. طبقه‌ای که مخالف طبقهٔ سرمایه‌دار و منافع آن است. سوسیالیست‌های انقلابی معتقدند که چنین انقلاب و دولتی پیش شرط برقراری یک نظام سوسیالیستی است.
سوسیالیسم انقلابی شامل انواعی از جنبش‌های سیاسی و اجتماعی می‌شود که ممکن است هر کدام تعریف متفاوتی از انقلاب نسبت به دیگری داشته باشند. این جنبش‌ها شامل جنبش‌های مبتنی بر مارکسیسم ارتدوکس (مانند دولئونیسم، لوکزامبورگیسم)، همچنین جنبش‌های مبتنی بر نظریه لنینیسم و نظریه مبتنی بر انقلاب رهبری پیشتاز مانند مائوئیسم، مارکسیسم-لنینیسم و تروتسکیسم می‌شود. سوسیالیسم انقلابی شامل گرایش‌های غیر مارکسیستی مانند آنارشیسم، سندیکالیسم انقلابی و انواع دیگری از سوسیالیسم دموکراتیک نیز می‌شود.
این اصطلاح در برابر اصلاح‌طلبی سوسیال دموکراسی به کار می‌رود که ضدسرمایه‌داری نیست. همچنین سوسیالیسم انقلابی در برابر آن دسته از جنبش‌های اجتماعی به کار می‌رود که به دنبال اصلاح تدریجی مسائل اقتصادی و اجتماعی سرمایه‌داری از طریق اصلاحات سیاسی هستند. از سوی دیگر این اصطلاح در برابر مفهوم انقلاب گروه‌های کوچک برای تصرف قدرت سیاسی بدون حمایت توده‌ای که برخی گرایش‌ها مانند بلانکیسم دنبال می‌کنند، نیز به کار می‌رود.